# Don Bosco (filme de 1988)
Don Bosco é um filme italiano de 1988 dirigido por Leandro Castellani.

## Elenco
- Ben Gazzara: Dom Bosco
- Patsy Kensit: Lina
- Karl Zinny: Giuseppe
- Piera Degli Esposti: mãe de Lina
- Philippe Leroy: papa Leão 13
- Raymond Pellegrin: papa Pio 12
- Edmund Purdom: Urbano Rattazzi